# 莫尔特里 (佐治亚州)
莫爾特里（英語：Moultrie）是一個位於美國喬治亞州科爾奎特縣的城市。根據2010年美國人口普查，該地人口為14268人，而該地的面積約為42.80平方千米。同時該地也是科爾奎特縣的縣治。

## 地理
莫爾特里的座標為31°10′00″N 83°47′00″W / 31.16667°N 83.78333°W，而該地的平均海拔高度為97米（即318英尺）。